# ذكورة مفرطة
الذكورة المفرطة، هو مصطلح نفسي يُستخدم للتعبير عن السلوك النمطي الذكوري المبالغ فيه، كإيلاء الأهمية للقوة الجسدية والعدوانية والجنسانية مثلًا. صاغ هذا المصطلح كل من دونالد إل. موشر ومارك سيركين في عام 1984، إذ عرّفا الذكورة المفرطة أو «الشخصية الذكورية» عمليًا بأنها تنطوي على ثلاثة متغيرات:
- السلوكيات الجنسية القاسية عند التعامل مع النساء.
- الاعتقاد بوجود طابع رجولي مرتبط بالعنف.
- الاعتقاد بحماسية التجارب المنطوية على الخطر.

وضع كل من موشر وسيركين ما يُسمى بـ قائمة الذكورة المفرطة (إتش. إم. آي.)، إذ يتجسد الهدف منها في تقدير حدة المتغيرات الثلاثة. خلصت الأبحاث إلى وجود علاقة بين الذكورة المفرطة والعدوانية الجنسية والجسدية ضد النساء.  يحصد السجناء نقاطًا أعلى عند قياس مستوى الذكورة المفرطة لديهم مقارنةً بغيرهم من المجموعات الضابطة.

## أثرها على النساء
يمس تأثير وسائل الإعلام المتمثل في خلق سلوكيات مجندرة النساء إلى حد كبير. يسعى المستهلكون الذكور إلى التماهي مع السمات الجسدية والعاطفية المرتكزة إلى القوالب النمطية في وسائل الإعلام المرئية، وينطبق ذات الأمر على النساء اللاتي غالبًا ما يقعن في فخ الامتثال للمعايير الاجتماعية المُتخيلة. يدفع الإعلام النساء إلى لعب دور المرأة الخاضعة والخنوعة التي تصورها الإعلانات والدعايات التجارية؛ وبعبارة أخرى، يضغط النظام على النساء كي يلعبن أدوارهن المتمثلة بكونهن محور العنف والقسوة الجنسية الذكورية. «تُعتبر الإعلانات التي تصور الرجال على أنهم عنيفين (ضد النساء خصوصًا) مصدر قلق، لأن دور التصويرات الجندرية في الإعلانات لا يقتصر على بيع المنتجات وحسب، فهي ترسخ القوالب النمطية وتعرض المعايير السلوكية لكل من الرجال والنساء».

## أثرها على الرجال
روّجت التوقعات المجتمعية لصياغة الأدوار الجندرية وتقسيمها بين ما يبدو ذكوريًا أو أنثويًا. ومع ذلك، قد تنطوي مثل هذه الأدوار الجندرية على آثار سلبية على الرجال وصحتهم النفسية. قد يشعر الرجل غير القادر على تلبية المعايير الذكورية المُفترضة بانعدام الأمن، والدونية، والضائقة النفسية العامة في الكثير من الأحيان. يعتقد البعض أن عدم قدرتهم على الارتقاء إلى الدور الجندري المُفترض قد تعرّض رأس مالهم الاجتماعي للخطر ضمن مجتمعاتهم.

## أثره على العرق
أكد العلماء على اعتبار رؤية المستعمِرين للخاضعين السود المُستعمرين المتمثلة بكونهم غير حضاريين وبدائيين و«غير فاعلين ولا عقلانيين» بمثابة تبرير للصدمات التي ألحقوها بهم، وأضافوا بأن آثار مثل هذه التصورات ماتزال جليةً في المجتمع المعاصر. أظهر السود ذكورةً مفرطةً باعتبارها أداةً للمقاومة، وذلك بغية مكافحة شعورهم بالعجز الذي يفرضه عليهم المجتمع «المُسيء والقمعي». ومع ذلك، أسفر هذا الدمج بين الهوية السوداء والذكورة عن «تحديد الهويات التي يُفترض على الذكور السود التماهي معها»، الأمر الذي أنتج قوالب نمطية سلبية مرتبطة بجميع الرجال السود ومتمثلة بكونهم عنيفين وخطيرين بالفطرة.